# America's Next Top Model, Ciclo 4
America's Next Top Model, Ciclo 4 foi a quarta temporada do reality show America's Next Top Model, em que o local de filmagem foi alterado de Nova York para Los Angeles.
Esta foi a última aparição de Janice Dickinson e Nolé Marin como jurados fixos.
O destino internacional foi a Cidade do Cabo, África do Sul, a primeira ida do programa à África.
A vencedora foi Naima Mora, de 20 anos, de Detroit, Michigan. Ela recebeu como prêmio um contrato com a Ford Models, um editorial de moda e a capa da revista Elle e um contrato de US$100,000 com a CoverGirl cosméticos.

## Competidoras
(idades na época do programa)
| Competidora        | Idade | Altura | Cidade Natal           | Eliminação | Colocação  |
| ------------------ | ----- | ------ | ---------------------- | ---------- | ---------- |
| Brita Petersons    | 25    | 1,80m  | La Cañada, California  | Episode 2  | 14º lugar  |
| Sarah Dankelman    | 22    | 1,75m  | Baltimore, Maryland    | Episode 3  | 13º lugar  |
| Brandy Rusher      | 20    | 1,73m  | Houston, Texas         | Episode 4  | 12º lugar  |
| Noelle Staggers    | 20    | 1,71m  | Reno, Nevada           | Episode 5  | 11º lugar  |
| Lluvy Gomez        | 21    | 1,80m  | Modesto, California    | Episode 6  | 10º lugar  |
| Tiffany Richardson | 22    | 1,80m  | Miami, Florida         | Episode 7  | 9–8º lugar |
| Rebecca Epley      | 22    | 1,78m  | Minneapolis, Minnesota | Episode 7  | 9–8º lugar |
| Tatiana Dante      | 18    | 1,78m  | Maui, Hawaii           | Episode 8  | 7º lugar   |
| Michelle Deighton  | 19    | 1,78m  | Terre Haute, Indiana   | Episode 9  | 6º lugar   |
| Christina Murphy   | 24    | 1,79m  | Tallahassee, Florida   | Episode 10 | 5º lugar   |
| Brittany Brower    | 22    | 1,83m  | Tallahassee, Florida   | Episode 11 | 4º lugar   |
| Keenyah Hill       | 19    | 1,82m  | Compton, California    | Episode 13 | 3º lugar   |
| Kahlen Rondot      | 21    | 1,75m  | Broken Arrow, Oklahoma | Episode 13 | 2º lugar   |
| Naima Mora         | 20    | 1,78m  | Detroit, Michigan      | Episode 13 | Vencedora  |

## Resumos

### Ordem de Chamada
| 1  | Rebecca   | Tiffany   | Keenyah   | Brittany  | Rebecca   | Kahlen    | Brittany        | Kahlen    | Kahlen    | Naima     | Keenyah  | Naima   | Naima  |  |  |  |  |  |  |  |  |  |  |
| 2  | Christina | Naima     | Tatiana   | Keenyah   | Christina | Brittany  | Keenyah         | Christina | Christina | Keenyah   | Kahlen   | Kahlen  | Kahlen |  |  |  |  |  |  |  |  |  |  |
| 3  | Keenyah   | Rebecca   | Rebecca   | Michelle  | Tatiana   | Naima     | Naima           | Naima     | Naima     | Kahlen    | Naima    | Keenyah |        |  |  |  |  |  |  |  |  |  |  |
| 4  | Brita     | Kahlen    | Tiffany   | Kahlen    | Tiffany   | Christina | Michelle        | Keenyah   | Brittany  | Brittany  | Brittany |         |        |  |  |  |  |  |  |  |  |  |  |
| 5  | Naima     | Christina | Lluvy     | Christina | Brittany  | Michelle  | Kahlen          | Brittany  | Keenyah   | Christina |          |         |        |  |  |  |  |  |  |  |  |  |  |
| 6  | Noelle    | Michelle  | Naima     | Rebecca   | Keenyah   | Tatiana   | Christina       | Michelle  | Michelle  |           |          |         |        |  |  |  |  |  |  |  |  |  |  |
| 7  | Michelle  | Noelle    | Christina | Tatiana   | Kahlen    | Tiffany   | Tatiana         | Tatiana   |           |           |          |         |        |  |  |  |  |  |  |  |  |  |  |
| 8  | Sarah     | Sarah     | Brandy    | Naima     | Naima     | Keenyah   | Rebecca Tiffany |           |           |           |          |         |        |  |  |  |  |  |  |  |  |  |  |
| 9  | Brandy    | Tatiana   | Noelle    | Tiffany   | Michelle  | Rebecca   | Rebecca Tiffany |           |           |           |          |         |        |  |  |  |  |  |  |  |  |  |  |
| 10 | Brittany  | Brittany  | Michelle  | Noelle    | Lluvy     | Lluvy     |                 |           |           |           |          |         |        |  |  |  |  |  |  |  |  |  |  |
| 11 | Kahlen    | Lluvy     | Kahlen    | Lluvy     | Noelle    |           |                 |           |           |           |          |         |        |  |  |  |  |  |  |  |  |  |  |
| 12 | Tatiana   | Keenyah   | Brittany  | Brandy    |           |           |                 |           |           |           |          |         |        |  |  |  |  |  |  |  |  |  |  |
| 13 | Lluvy     | Brandy    | Sarah     |           |           |           |                 |           |           |           |          |         |        |  |  |  |  |  |  |  |  |  |  |
| 14 | Tiffany   | Brita     |           |           |           |           |                 |           |           |           |          |         |        |  |  |  |  |  |  |  |  |  |  |

     A competidora venceu a competição
      A competidora foi eliminada
- No episódio 1, o grupo de 35 meninas foi reduzido a 14. A ordem de chamada não reflete seus desempenhos.
- No episódio 7, Tiffany e Rebecca foram chamadas juntas à berlinda e ambas foram eliminadas.
- O episódio 12 foi o episódio de recapitulação.